# Григурко, Любовь Васильевна
Любовь Васильевна Григурко (укр. Любов Василівна Григурко, в замужестве Шешурак; род. 4 февраля 1971, Клебань, Винницкая область) — советская и украинская спортсменка и тренер; Мастер спорта СССР по лёгкой (толкание ядра) и тяжёлой атлетике (1991), Мастер спорта Украины международного класса (1992), Заслуженный тренер Украины (2004). Судья международной категории (2000).

## Биография
Родилась 4 февраля 1971 года в селе Клебань Тульчинского района Винницкой области Украинской ССР.
После окончания сельской школы, поступила в Ивано-Франковский физкультурный техникум на отделение лёгкой атлетики, где её наставником был Иван Шарий — известный украинский специалист, который в своё время подготовил группу высококлассных толкателей ядра и метателей молота. Затем занималась штангой у тренеров Василия Хвуста и Василия Кулака (с 1991 года). Выступала за спортивное общество «Колос» (Ивано-Франковск и Львов).
В 2000 году окончила Львовский институт физической культуры (ныне Львовский государственный университет физической культуры). В 2001—2005 годах Любовь Григурко была старшим тренером женской сборной команды Украины по тяжёлой атлетике.

## Достижения
Бронзовая призёрка в двоеборье Чемпионата мира 1993 года в весовой категории свыше 83 кг. Чемпионка Европы (1992 и 1994), СНГ (1992) и Украины (1992, 1993, 1997, 1998).
Установила 25 рекордов Украины, а также один рекорд Европы (1992 год, 97 кг в рывке).